# گیمپی
گیمپی ‎/ˈɡɪmpi/‎ شهری در ایالت کوئینزلند استرالیا است. این شهر در ۱۶۰ کیلومتری شمال بریزبن پایتخت این ایالت قرار گرفته‌است. شهر گیمپی مرکز اداری ناحیه گیمپی است. جمعیت آن در سال ۲۰۱۱ میلادی برابر با ۱۸۶۰۲ نفر بوده‌است.
گیمپی به خاطر داشتن معادن طلا شهرت دارد  او دارای ساختمان‌های تاریخی ثبت شده‌است.

## ریشه‌شناسی
گیمپی نام مشتق شده از زبان Kabi (از زبانهای بومی استرالیایی ساکنان منطقه گیمپی) گرفته شده و اصل آن کلمه gimpi-gimpi (که به معنی "درخت گزنه" یا سوزشی است), می‌باشد. درخت گزنه دوپایه نام اصلی این گیاه است.. این شهر قبلاً به نام Nashville نامگذاری شده بود که ناشویل نام کاشف طلا در منطقه بود اما این نام بلافاصله تغییر کرد.

## حمل و نقل
بزرگراه بروس راه اصلی زمینی متصل‌کننده گیمپی به جنوب کوئینزلند و شمال آن است. این شهر به راه آهن ایالتی هم متصل است.
فرودگاه گیمپی یک فرودگاه کوچک محلی در جنوب شهر گیمپی است.

## همچنین نگاه کنید
- جغرافیای کوئینزلند